# Prey (Vosges)
Prey ([pʁɛ] ) ist eine französische Gemeinde mit 89 Einwohnern (Stand: 1. Januar 2022) im Département Vosges in der Region Grand Est (bis 2015 Lothringen). Sie gehört zum Arrondissement Saint-Dié-des-Vosges (bis 2024 Épinal) und ist Mitglied im Gemeindeverband Communauté de communes Bruyères-Vallons des Vosges. Die Bewohner werden Preyois und Preyoises genannt.

## Geografie

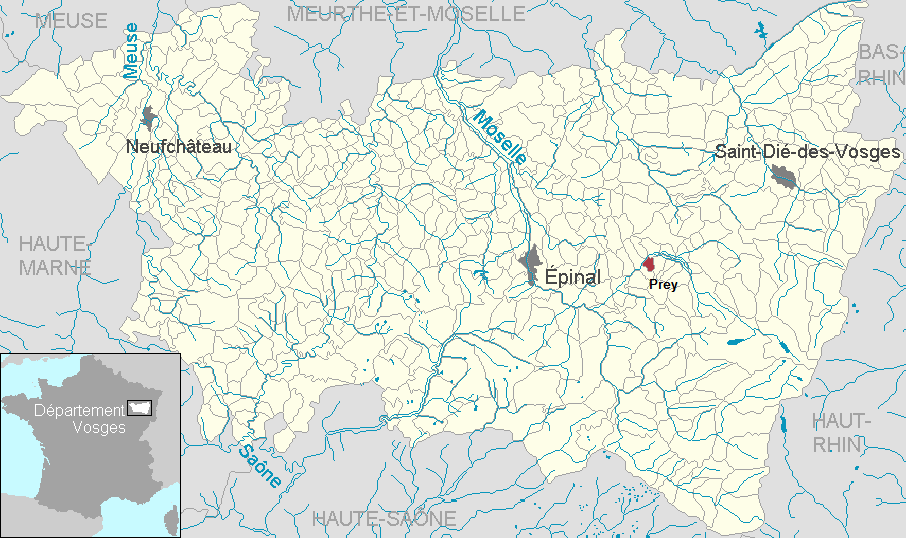
Lage der Gemeinde Prey
im Département Vosges

Die Gemeinde Prey liegt in den Vogesen auf einer Höhe von 410 m über dem Meeresspiegel, 18 Kilometer östlich von Épinal und 30 Kilometer südwestlich von Saint-Dié.
Die Fläche des 2,13 km² umfassenden Gemeindegebietes erstreckt sich vom linken Ufer der Vologne im Nordwesten bis zu den bewaldeten Höhen im Südosten. Hier wird am Surémont mit 632 m über dem Meer der höchste Punkt der Gemeinde erreicht. Das Siedlungsbild des kleinen Dorfes ist weitläufig ohne einen erkennbaren Dorfkern. Der Süden der Gemeinde ist von Wald bedeckt, westlich und östlich des Dorfes besteht das nutzbare Land aus Wiesen und Weiden.
Nachbargemeinden von Prey sind Laval-sur-Vologne im Norden, Fiménil im Osten, Lépanges-sur-Vologne im Südwesten sowie Fays im Nordwesten.

## Bevölkerungsentwicklung
| Jahr      | 1962 | 1968 | 1975 | 1982 | 1990 | 1999 | 2006 | 2012 | 2021 |
| Einwohner | 104  | 86   | 88   | 80   | 96   | 89   | 93   | 100  | 89   |

Im Jahr 1911 wurde mit 146 Bewohnern die bisher höchste Einwohnerzahl ermittelt. Die Zahlen basieren auf den Daten von cassini.ehess und INSEE.

## Wirtschaft und Infrastruktur
Prey ist nach wie vor landwirtschaftlich geprägt In der Gemeinde sind acht Landwirtschaftsbetriebe ansässig (Milchviehhaltung, Rinderzucht). Der Ort gewinnt aber zunehmend als Wohngemeinde für Berufspendler an Bedeutung.
Die dem Volognetal folgende Straße von Bruyères nach Docelles (D 44) tangiert das Gemeindegebiet im Nordwesten. Diese Straße bildet eine der beiden direkten Verbindungen zwischen Épinal und Saint-Dié,
den beiden größten Städten im Département. Der nächste Bahnhof liegt in der nahen Gemeinde Lépanges-sur-Vologne an der Bahnstrecke Arches–Saint-Dié.

## Persönlichkeiten
Aus Prey stammt Jean-Antoine Villemin (1827–1892), Militärarzt, Forscher und Mitglied der Académie nationale de Médecine, der unter anderem 1865 die Ansteckung von Tuberkulose nachwies.

## Belege
1. ↑  Prey auf cassini.ehess
2. ↑  Prey auf INSEE
3. ↑  Landwirtschaftsbetriebe auf annuaire-mairie.fr
4. ↑  Biographische Notizen auf gerard.free.fr. Abgerufen am 22. Oktober 2011 (französisch).